# Celulitis
Celulitis ili flegmona difuzna je upala potkožnog vezivnog tkiva. Upalni proces također se može razviti u vezivnom tkivu zdjelice, retroperitonamskom području, perinefritičnom i intraorbitalnom području. Uzročnici flegmone su streptokoki (najčešće hemolitički), stafilokoki i drugi piogeni mikroorganizmi.

## Simptomi
Koža je topla, tamnocrvena, edematozna i vrlo bolna. Poslije 3-4 dana mogu nastati mjehuri i nekrotična žarišta. Celulitis je često praćen limfangitiisom i regionalnim limfadenditisom.

## Liječenje
Liječenje: Mirovanje, imobiliziranje (kod flegmone okrajina) i antibiotska terapija (oksacilin ili cefalosporin)

## Interdigitalna flegmona
Nastaje zbog mikroozljeda dlana i infekcije žuljeva. Šaka je otečena, često jače na dorzumu, bolna, a prsti između kojih se nalazi gnojna upala malo su razmaknuti i savijeni.
Liječenje: Incizija kroz kožu, potkožno tkivo i aponeurozu u smjeru distalne brazde u dlanu, dreniranje, imobiliziranje i antibiotici

## Vratna flegmona
Gnoj se skuplja u prostoru oko žabica kad zarazne bakterije prodru u peritonzilarno tkivo pa ga infiltriraju stvarajući tako više ili manje ograničene upalne procese.  Duboka vratna flegmona širi se obično u parafaringealnom i u retrofaringealnom prostoru.

## Pogledajte također
- Empijem
- Apsces
- Hidradenditis
- Limfangiitis
- Panaricij
- Erizipel
- Erizipeloid
- Plinska gangrena
- Tetanus
- Furunkul
- Karabunkul
- Progresivna bakterijska sinergistična gangrena

|  | Molimo pročitajte upozorenje o korištenju medicinskih informacija. Ne provodite liječenje bez savjetovanja s liječnikom! |